# Laura Birn
Laura Eveliina Birn, född 25 april 1981 i Helsingfors, är en finsk skådespelare.
Birn studerade på Konstuniversitetets Teaterhögskola mellan 2002 och 2007 och avlade  examen 2008. Hon har medverkat i filmer som En tomtesaga (2007), The Girl King (2015) och De sista (2020). I den biografiska långfilmen Helene (2020) porträtterar hon den finlandssvenska bildkonstnären Helene Schjerfbeck.
På scen blev hennes genombrottsroll rollen som Sisko i Ari-Pekka Lahtis debutpjäs Sydänmaa som spelades i Helsingfors stadsteaters Studio Böle 2005.
2013 vann Birn en Jussistatyett i kategorin Bästa skådespelerska för sin medverkan i filmen Utrensning (2012). Samma år tilldelades hon Statens pris för filmkonst och var en av mottagarna av Shooting Stars Award vid Filmfestivalen i Berlin. År 2020 skrev hon kortfilmen Kaksi ruumista rannalla tillsammans med Anna Paavilainen. Filmen tilldelades Jussipriset för Bästa kortfilm 2020.

## Filmografi i urval
- 2003 – Pearls and Pigs
- 2005 – Lupaus
- 2007 – En tomtesaga
- 2012 – Nordsjö
- 2012 – Utrensning
- 2013 – Lejonhjärtat
- 2015 – The Girl King
- 2015 – Armi lever!
- 2018 – Kääntöpiste
- 2020 – De sista
- 2020 – Helene
- 2020 – Sällskapsspelet
- 2020 – Eden
- 2020 – Den första snön
- 2021 – Foundation (TV-serie)
- 2024 – The Crow